# Linum aroanium
Linum aroanium là một loài thực vật có hoa trong họ Linaceae. Loài này được Boiss. & Orph. mô tả khoa học đầu tiên năm 1854.